# 梅峠站
梅峠站（日语：／ Umegatō eki */?）是位於山口縣下關市豐浦町大字厚母鄉字梅峠，西日本旅客鐵道（JR西日本）的山陰本線車站。本站為本州最西車站。

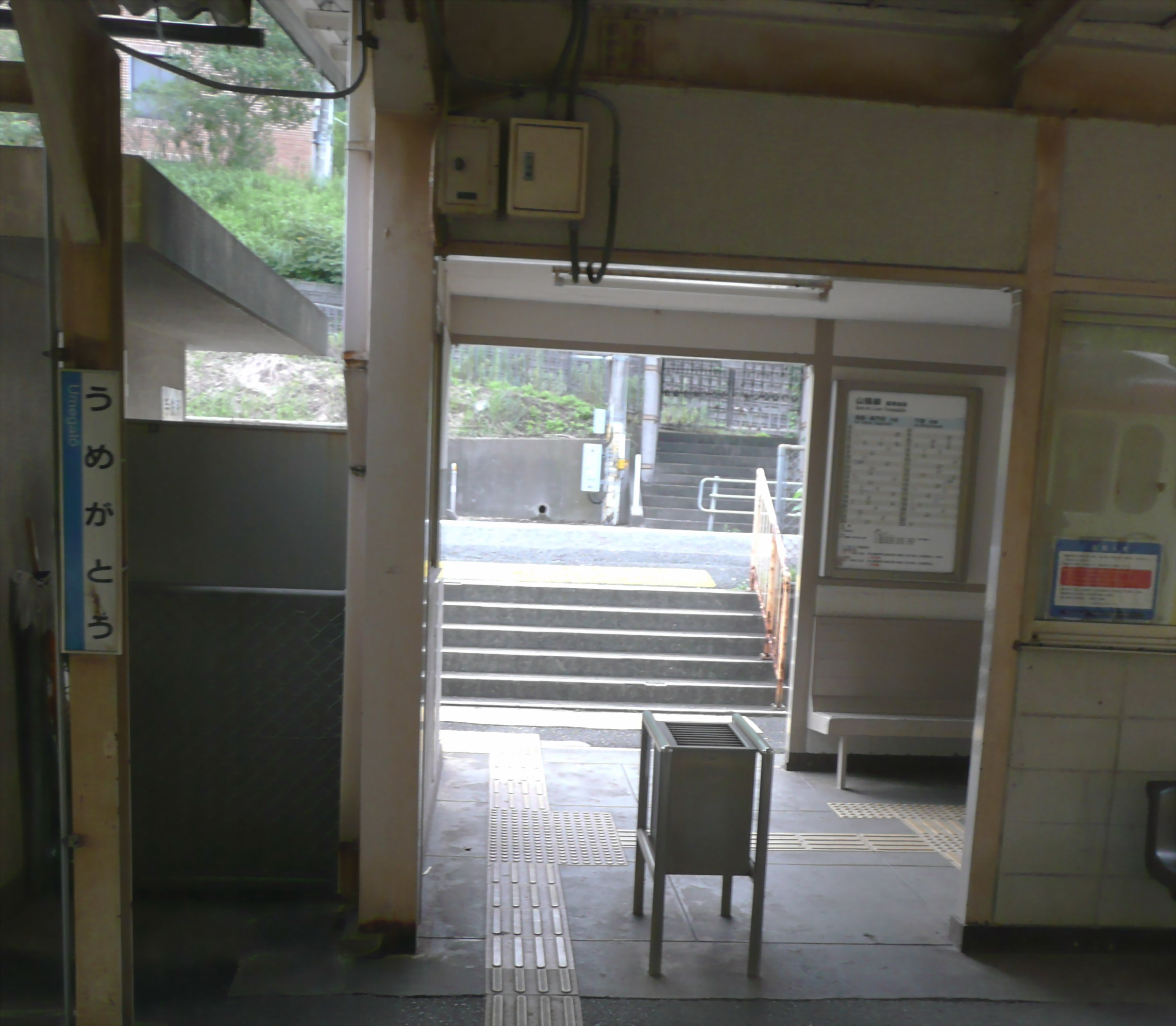
驗票口(2009年7月)

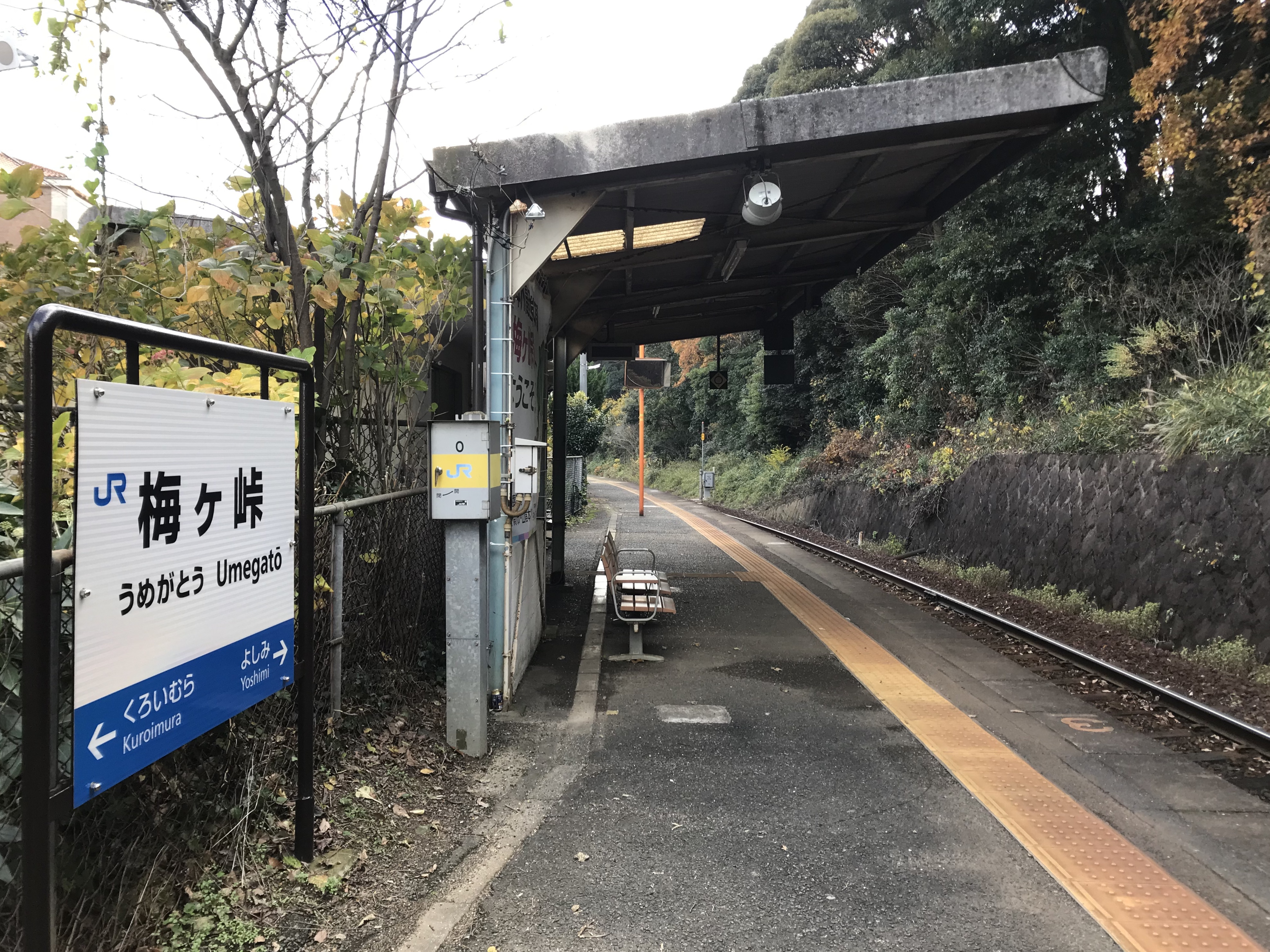
月台(2018年12月)

## 歷史
- 1914年（大正3年）4月22日 - 長州鐵道（日语：長州鉄道）旅客車站啟用[1]。
  - 當時車站地址為山口縣豐浦郡黑井村（日语：黒井村）大字厚母鄉字梅峠。
- 1925年（大正14年）6月1日 - 長州鐵道線幡生以北路段國有化，為國有鐵道小串線車站[3]。
- 1933年（昭和8年）2月24日 - 小串線編入至山陰本線，成為山陰本線車站[4]。
- 1955年（昭和30年）4月1日 - 隨著豐浦町（日语：豊浦町 (山口県)）成立，車站地址為山口縣豐浦郡豐浦町大字厚母鄉字梅峠。
- 1987年（昭和62年）4月1日 - 伴隨國鐵分割民營化，車站由西日本旅客鐵道（JR西日本）營運。
- 2005年（平成17年）2月13日 - 隨著下關市（第二次）成立，車站地址為現時位置。

## 車站構造
車站是一座地面車站，設有1面1線的單式月台，下關方向的列車會開啟左邊車門（山邊）。下關方向和小串方向的列車使用同一月台。車站入口鄰接的國道路邊設有數級樓梯，道路高於月台。
車站由下關地域鐵道部管理的無人車站。在車站大樓內設有自動售票機。在月台與車站大樓均設有「本州最西邊車站」的資訊牌。

## 使用狀況
以下為近年1日平均乘車人次列表：
| 乘車人次變化 | 乘車人次變化    |
| 年度         | 1日平均乘車人次 |
| ------------ | --------------- |
| 1999         | 712             |
| 2000         | 670             |
| 2001         | 482             |
| 2002         | 289             |
| 2003         | 181             |
| 2004         | 172             |
| 2005         | 172             |
| 2006         | 161             |
| 2007         | 150             |
| 2008         | 155             |
| 2009         | 146             |
| 2010         | 149             |
| 2011         | 131             |
| 2012         | 136             |
| 2013         | 141             |
| 2014         | 127             |
| 2015         | 115             |
| 2016         | 106             |
| 2017         | 95              |
| 2018         | 92              |

## 車站周邊
車站位於下關市吉見和豐浦町厚母鄉之間的山口「梅峠」。車站入口對出為國道191號，國道與山陰本線部分路段並行。
- 安養寺厚母大佛 - 國家指定重要文化財。距離車站北方約1.4公里。大佛殿由隈研吾氏設計。
- 毘沙之鼻 - 本州最西邊的岬。距離車站西方約5公里。此站沒有交通工具前往岬，從車站需步行90分鐘才可到達。
- 常盤屋 豐浦店 - 因「二見饅頭」而著名的和菓子店。距離車站北方約0.5公里。
- 無添加手作餐廳 燻製屋 - 距離車站南方約0.2公里。

車站東方設有梅光學院大學梅峠校園，後來與下關市中心的東站校園整合，在2002年後不再使用。

## 相鄰車站
西日本旅客鐵道
■山陰本線
黑井村－梅峠－吉見

## 注腳
1. 1 2  「通運」『官報』1914年4月28日（國立國會圖書館數碼化收藏）
2. ↑  . 鐵道迷 railf.jp 鐵道事. 2018-12-11  [2019-05-16]. （原始内容存档于2018-12-11）.
3. ↑  「鉄道省告示第81号」『官報』1925年5月26日（國立國會圖書館數碼化收藏）
4. ↑  「鉄道省告示第42号」『官報』1933年2月18日（國立國會圖書館數碼化收藏）
5. ↑  山口縣統計年鑑
6. ↑  . 山口新聞. 2013-05-09  [2019-05-16]. （原始内容存档于2013-07-31）.

## 外部連結
- 梅峠｜車站資訊：JR出門網 - 西日本旅客鐵道
- 實施本州最西端車站「梅峠」信息傳遞計劃（2019年3〜4月） （页面存档备份，存于）-西日本旅客鐵道
- 歡迎來到本州最西端的車站「梅峠」！ （页面存档备份，存于）-山口縣